# Bienvenue Fotso
Pour les articles homonymes, voir Fotso.
Bienvenue Fotso ou Bienvenue Fotso Gunsi est une artiste visuelle camerounaise née en 1989 à Bandjoun. Elle vit et travaille à Douala, au Cameroun. Sa pratique artistique inclut la peinture, la photographie et la vidéo. 

## Biographie
Bienvenue Fotso a une licence en lettres de l'université de Douala et s'est formée dans les ateliers de l'association Futur'Art, un collectif d'artistes qui œuvre pour la formation et la promotion des jeunes.
Entre 2015 et 2019, elle travaille avec l'artiste Maurice Pégoué. Bienvenue Fotso est connue pour son travail intitulé archi-paysages, qui explore poétiquement les liens entre l'homme et la nature, en mettant en avant les qualités purificatrices et régénératrices de la forêt. 
« Il faut que l'homme soit conscient de l'environnement dans lequel il vit. » dit-elle. Ses œuvres racontent « une nature qui envahit les immeubles, une métaphore pour dire que si la nature devait se déchaîner, elle prendrait le pas sur l'homme. ». Dans sa série Fipan-Grass (terme pour désigner le recours à la médecine traditionnelle au Cameroun), elle s'intéresse aux savoirs médicinaux traditionnels délaissés sur le continent africain et qu'elle souhaite voir réhabiliter. Dans L'avocat du cœur, elle rappelle toutes les vertus de ce fruit et de l'arbre qui le produit.   
En mai 2020, Bienvenue Fotso participe avec onze autre femmes artistes parmi lesquelles Laura Tolen et Grâce Dorothée, à une exposition virtuelle à l'Annie Kadji Arts Gallery intitulée «Artuelles-interférences», produite par Danièle Diwouta-Kotto,. 
En 2023 elle expose des œuvres peintes à l'acrylique sur une toile de coton à AKKAA 2023, avec le soutien du projet Talents237 de l'Institut français du Cameroun. Une série de ses œuvres intitulée Fipan-Grass se penche sur le thème de la médecine traditionnelle africaine pour la réhabiliter. 

## Expositions
- 2022 : Fipan Grass, première exposition solo à l'African Art Beats Gallery, à Washington[9].
- 2021 : Sensitive Approach, exposition collective, galerie Bolo l’Espace Art & Culture[10]
- 2019 : Aujourd'hui, exposition collective au Musée National, à Yaoundé.
- 2017 : La place de l'humain, exposition collective, doual'art, quatrième édition de la triennale internationale d’art public, SUD (Salon Urbain de Douala) à Douala.

## Prix et récompenses
- 2021 : lauréate des Ateliers Kam'art[11].